# Baron Willoughby of Parham
Baron Willoughby of Parham war ein erblicher britischer Adelstitel in der Peerage of England.

## Verleihung und Geschichte des Titels
Der Titel wurde am 20. Februar 1547 für Sir William Willoughby, einen Knight of the Shire für Lincolnshire und Enkel des Christopher Willoughby, 10. Baron Willoughby de Eresby, geschaffen. Die Verleihung der Baronie geschah durch Letters Patent, so dass der Titel ausschließlich in männlicher Nachkommenlinie vererbbar war.
Beim kinderlosen Tod des 10. Barons am 9. Dezember 1679 fiel der Titel de iure an dessen Cousin als 11. Baron und nach ihm an dessen Sohn als 12. Baron wurde von diesen jedoch de facto nicht geführt. Erst der Sohn des letzteren beantragte 1733 zunächst erfolglos und erneut 1765 beim House of Lords die Bestätigung als 13. Baron und erreichte diese schließlich 1767.
Der Titel erlosch am 29. Oktober 1779 als dessen Neffe, der 14. Baron unverheiratet und kinderlos starb.
Familiensitz der Barone war bis Ende des 17. Jahrhunderts Parham Hall bei Framlingham in Suffolk, auf den sich auch der Zusatz of Parham bezieht.

## Liste der Barone Willoughby of Parham (1547)
- William Willoughby, 1. Baron Willoughby of Parham (um 1515–1574)
- Charles Willoughby, 2. Baron Willoughby of Parham (1537–1603)
- William Willoughby, 3. Baron Willoughby of Parham (1584–1617)
- Henry Willoughby, 4. Baron Willoughby of Parham (um 1612–um 1618)
- Francis Willoughby, 5. Baron Willoughby of Parham (1614–1666)
- William Willoughby, 6. Baron Willoughby of Parham (um 1616–1673)
- George Willoughby, 7. Baron Willoughby of Parham (1638–1674)
- John Willoughby, 8. Baron Willoughby of Parham (1669–1678)
- John Willoughby, 9. Baron Willoughby of Parham (1643–1678)
- Charles Willoughby, 10. Baron Willoughby of Parham (1650–1679)
- Henry Willoughby, de iure 11. Baron Willoughby of Parham (1626–1685)
- Henry Willoughby, de iure 12. Baron Willoughby of Parham (1665–1722)
- Henry Willoughby, 13. Baron Willoughby of Parham (1696–1775) (Titel 1767 bestätigt)
- George Willoughby, 14. Baron Willoughby of Parham (1748/49–1779)